# Gabrili
Gabrili is een plaats in de gemeente Konavle in de Kroatische provincie Dubrovnik-Neretva. De plaats telt 160 inwoners (2001).